# Холдоров, Усман Холдорович
Усман Холдорович Холдоров (1936—1996) — советский и таджикский учёный, член-корреспондент АН Таджикской ССР (1987) и АН Республики Таджикистан (1992).

## Биография
Родился в Хороге. Окончил ТГУ им. В. И. Ленина (1958). Там же: лаборант, аспирант, преподаватель кафедры ботаники (1958—1964).
В 1964—1988 гг. директор Таджикской лесной опытной станции Среднеазиатского НИИ лесного хозяйства.
С 1988 г. директор Памирского биологического института им. Х. Ю. Юсуфбекова АН РТ.

## Научная деятельность
Основные направления научных исследований: комплексное растениеводческое освоение горных территорий Таджикистана, высокогорное плодоводство, лесное хозяйство. Селекционер грецкого ореха.
Кандидат биологических наук (1964), доктор биологических наук (1986, диссертация: "Ореховые — Juglandaceae A"Rich в Таджикистане", Душанбе, 1984. — 380 с. : ил.), профессор (1988). член-корреспондент АН Таджикской ССР (1987) и АН Республики Таджикистан (1992) (специальность «растениеводство»).

## Сочинения
- Холдоров У. Х. Орех грецкий и его выращивание в Таджикистане. — Душанбе: Дониш. — 1990. — 159,[1] с.: ил.. — На рус.яз. — Российская Федерация. — Библиогр.: с. 143—159. — Тираж 1000 экз.

## Награды и звания
Заслуженный деятель науки РТ (1994). Награждён медалями «За доблестный труд. В ознаменование 100-летия со дня рождения В. И. Ленина», «Ветеран труда», Почётной грамотой Президиума Верховного Совета Таджикской ССР.